# Le Morne-Rouge
Le Morne-Rouge là một commune thuộc tỉnh hải ngoại Martinique nước Pháp.